# Gavin Hunt
Gavin Hunt (Kaapstad, 11 juli 1964) is een Zuid-Afrikaans voetbalcoach en voormalig voetballer.

## Carrière
Hunt speelde heel zijn carrière bij Hellenic FC, op een korte uitleenbeurt aan Cape Town Spurs na. Toen hij na een achillespeesblessure een einde moest maken aan zijn spelerscarrière, stortte Hunt zich op het trainersschap. De eerste club die hij coachte was Seven Stars FC, waarmee hij in het seizoen 1997/98 kampioen werd in de poule van de kustprovincies van de National First Division, het tweede niveau in Zuid-Afrika. Daarna stapte hij over naar z'n ex-club Hellenic FC, waar hij drie seizoenen trainer was.
Na een seizoen bij Black Leopards (2001/02) in de Premier Soccer League stapte hij over naar Moroka Swallows, waar hij vijf seizoenen werkte. Zijn beste resultaat was in de competitie een derde plaats in het seizoen 2006/07, daarnaast won hij in 2004 ook de Beker van Zuid-Afrika. In 2007 werd hij trainer bij Supersport United FC, waarmee hij drie keer op rij landskampioen werd en een Beker van Zuid-Afrika won. Na zes seizoenen ging hij aan de slag bij Bidvest Wits, waarmee hij naast een Telkom Knockout en een MTN 8 een vierde landstitel als trainer won.

## Erelijst

### Als trainer
| Competitie                             |                |                           |                |                |
| Competitie                             | Aantal         | Jaren                     |                |                |
| Seven Stars FC                         | Seven Stars FC | Seven Stars FC            | Seven Stars FC | Seven Stars FC |
| -------------------------------------- | -------------- | ------------------------- | -------------- | -------------- |
| National First Division Coastal Stream | 1x             | 1997/98                   |                |                |
| Moroka Swallows                        |                |                           |                |                |
| Beker van Zuid-Afrika                  | 1x             | 2004                      |                |                |
| Supersport United FC                   |                |                           |                |                |
| Landskampioen van Zuid-Afrika          | 3x             | 2007/08, 2008/09, 2009/10 |                |                |
| Beker van Zuid-Afrika                  | 1x             | 2012                      |                |                |
| Bidvest Wits                           |                |                           |                |                |
| Landskampioen van Zuid-Afrika          | 1x             | 2016/17                   |                |                |
| MTN 8                                  | 1x             | 2016                      |                |                |
| Telkom Knockout                        | 1x             | 2017                      |                |                |